# Londonistan

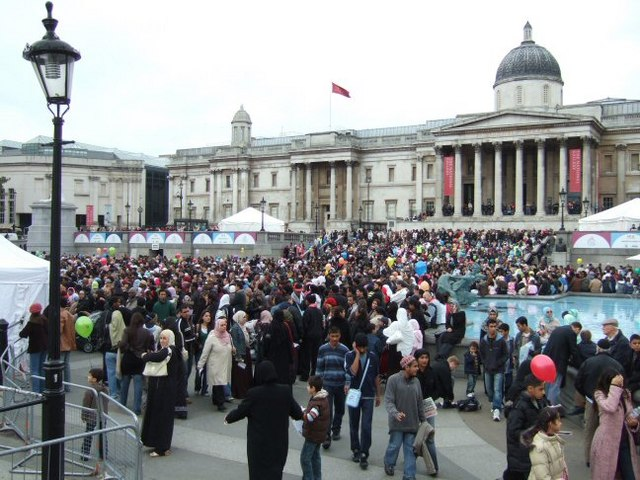
Musulmani a Piazza Trafalgar che performano la festa della rottura del digiuno

Londonistan (in arabo: ليدنس, a volte italianizzato in Londristan) è il termine dispregiativo con cui ci si riferisce alla comunità islamica di Londra. Diffuso dai massmedia occidentali - il suffisso persiano -stan significa "terra" - indica per estensione anche le grandi comunità islamiche presenti nelle maggiori città britanniche.
Londonistan: How Britain Is Creating a Terror State è anche il titolo di un libro scritto da Melanie Phillips nel 2006. Lei argomentò che la Gran Bretagna sia divenuta un facile bersaglio per i terroristi islamici, incolpando l'establishment politico di aver abbracciato il politicamente corretto, il multiculturalismo e il relativismo religioso.

## Genesi
Il termine fu coniato da Dominique Thomas, un islamologo francese, in un libro sull'estremismo islamico covato e nascosto nelle grandi comunità di immigrati londinesi, e - a detta dell'autore - volontariamente trascurato dal governo britannico.
Dopo gli attentati del 7 luglio 2005 nella capitale britannica, il termine è tornato alla ribalta e per la prima volta si è parlato del fenomeno integralista presente nelle piccole e grandi comunità musulmane londinesi.
La moschea di Finsbury Park è senza dubbio uno dei centri del fanatismo islamico residente a Londra, a prova di ciò i volantini antisemiti distribuiti dai fedeli del luogo di culto, e le manifestazioni antiamericane e anti-israeliane più volte indette dagli stessi.
Il governo britannico è stato accusato sin dai primi segnali di presenza fanatica in Europa di trascurare il fenomeno. Dopo l'attentato del 1995 a Parigi ad opera dei gruppi armati islamici, il governo francese accusò il Regno Unito di non lavorare sufficientemente per arginare il nascente fenomeno del terrorismo islamico in Europa.
Le accuse di favoreggiamento e trascurabilità del terrorismo islamico sono state mosse da più testate internazionali. Le principali critiche muovono sul fatto che il governo britannico non concede quasi mai l'estradizione per terroristi o sospetti in altri paesi, e che i musulmani radicali sono volutamente tollerati e non seguiti.

## Esplosivo incremento demografico
Nel 2016, per la prima volta, il numero di musulmani presenti nel Regno Unito ha superato la quota di 3 milioni di persone, raddoppiata in meno di 10 anni. L'aumento record va attribuito alla massiccia immigrazione e all'altissimo tasso di natalità nelle comunità musulmane. Già oggi in alcune aree di Londra almeno il 50% degli abitanti è costituito da musulmani. In Inghilterra e Galles, 1 musulmano su 4 ha un'età sotto i 10 anni. I seguaci dell'Islam rappresentano 1 britannico ogni 20. In totale sono: 3.114.992, di cui 1.554.022 nati all'estero, rappresentando il 5.4% della popolazione britannica. Per fare un confronto, nel 1991 i musulmani erano meno di 1 milione, triplicando il numero in appena 25 anni.

## Il primo sindaco musulmano di una capitale dell'Occidente
Il 5 maggio 2016 si tengono le elezioni municipali di Londra, vinte dall'avvocato Sadiq Khan, candidato laburista di origine pakistana. Tuttavia, l'atmosfera è circondata dall'emergere di gravi dichiarazioni antisemite tra i politici laburisti, come l'ex sindaco Ken Livingstone. L'occasione porta a parlare nuovamente di Londonistan.